# Krisztián Bedő
Krisztián Bedő (Nagykanizsa, 4 maggio 1993) è un pallanuotista ungherese.

## Palmarès
- Campionato ungherese: 1

Eger: 2014
- Coppa d'Ungheria: 1

Eger: 2015
- Coppe LEN: 1

Vasas: 2022-23

### Nazionale
- Mondiali

 2013
- Coppa del mondo

 2014
 2025
- World League

 2013